# Simon van Slingelandt

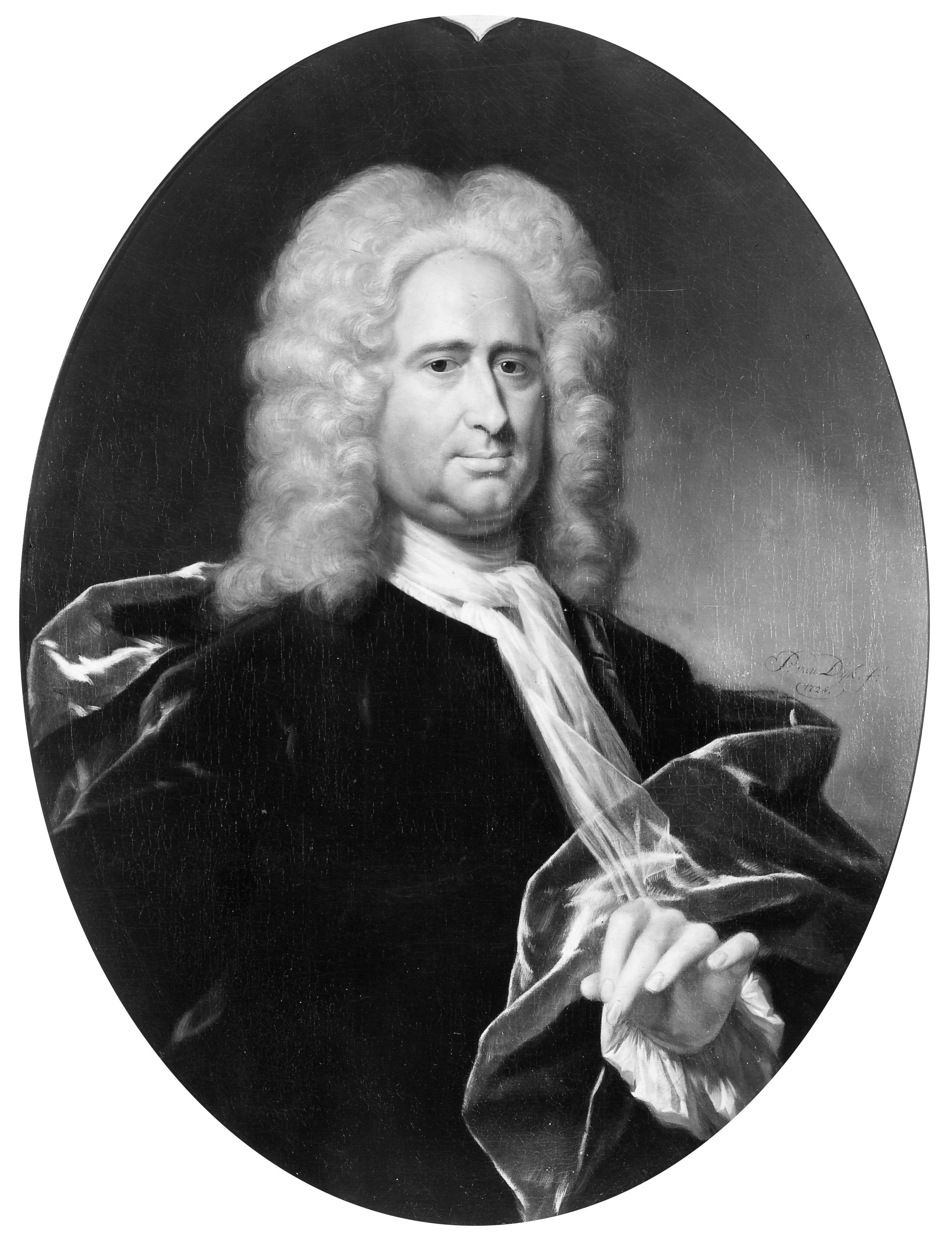
Simon van Slingelandt (door Philip van Dijk 1728) Bron: RKD.

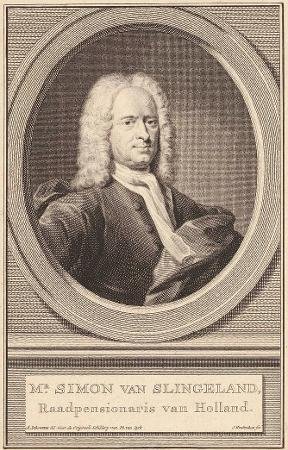
Simon van Slingelandt

Simon van Slingelandt, heer van Patijnenburg bij Naaldwijk, (Dordrecht, 14 januari 1664 - Den Haag, 1 december 1736) was vanaf 1727 tot zijn dood in 1736 raadpensionaris van Holland.

## Jeugd, opleiding en huwelijk
Simon van Slingelandt stamde uit het adellijke regentengeslacht van Slingelandt. Hij werd in 1664 in Dordrecht geboren als zoon van Govert van Slingelandt (1623-1690) en diens tweede echtgenote Arnoudina van Beaumont (1635-1701). Zijn vader was heer van Dubbeldam, pensionaris van Rotterdam en ambassadeur van de Republiek in Pruisen, Zweden, Polen (1656) en Denemarken (1659). Govert van Slingelandt was vanaf 1664 ook secretaris van de Raad van State in Den Haag. Voor dat moment was zijn vader pensionaris van Dordrecht. Ondanks dit feit ging Van Slingelandt naar de ('Illustere') school (gymnasium) in Dordrecht. Simon van Slingelandt was een achterneef van de gebroeders Cornelis en Johan de Witt.
Simon van Slingelandt ging op 21 april 1681 naar Leiden om daar aan de Universiteit Leiden filosofie te studeren, maar in het volgende jaar begonnen Simon en zijn jongere broer Govert Johan (1665-1703) aan een studie rechtsgeleerdheid. In 1684 brachten zij enige tijd door aan de Universiteit van Orléans, waar beiden op 28 september van dat jaar een licentiaat in de (beide) rechten verwierven. In 1685 lieten Simon van Slingelandt en zijn broer zich als advocaat inschrijven in het 'Hof van Holland', maar zij bleven vooralsnog op de achtergrond. In 1690 deed zijn op zijn sterfbed liggende vader, die een bondgenoot van Johan de Witt was geweest, een verzoek aan de stadhouder om zijn zoon tot opvolger te benoemen. Hans Willem Bentinck bracht een positief advies aan de stadhouder uit en zo werd Simon van Slingelandt op 4 augustus 1690, een maand na de dood van zijn vader, benoemd tot secretaris van de Raad van State.
Simon van Slingelandt was twee keer getrouwd, de eerste keer met Susanna de Wildt (1690-1722), de tweede keer met zijn huishoudster, Johanna Margaretha van Coesvelt, (1726-1736). Een van zijn kinderen was Govert (III) van Slingelandt (1694-1767), ontvanger-generaal over Holland en West-Friesland en drossaard van de stad en baronie van Breda.

## Politieke activiteiten
Van Slingelandt was van 1690 tot 1725 secretaris van de Raad van State. Tijdens deze periode schreef hij onder andere verscheidene nota's voor de Tweede Grote Vergadering (28 november 1716-14 september 1717), waarin hij voorstelde de Raad van State uit te bouwen tot het centrale regeringsorgaan. Hij was overtuigd van de noodzaak de gewestelijke en stedelijke autonomie in te perken en het generaliteitsgezag te versterken. Om verschillende redenen werd de vergadering echter een fiasco en kwam er van Van Slingelandts hervormingsplannen niets terecht.
Van 1725 tot 1727 was hij thesaurier-generaal van de Republiek. In 1727 werd hij tot raadpensionaris van het gewest Holland benoemd. Als Raadpensionaris van Holland bevond hij zich in het centrum van de macht van de Republiek der Zeven Verenigde Nederlanden. Holland bracht meer dan de helft van de totale belastinginkomsten van de hele Republiek op.
Van Slingelandt was een republikein en wilde de Oranje-Nassaus uit de centrale macht houden. Hij was een sterk voorstander voor een alliantie met Groot-Brittannië, anders, geloofde hij, dat de Republiek der Zeven Verenigde Nederlanden niet zou overleven. Hij moest bij zijn aantreden echter beloven geen hervormingen door te voeren;
Van Slingelandt bemiddelde in 1731 tussen Groot-Brittannië en Oostenrijk in 1736 en tussen Frankrijk en Oostenrijk. In beide gevallen speelde hij een belangrijke rol bij het bewerkstelligen van de vrede tussen de twee partijen.

## Invloed na zijn dood
Zijn denkbeelden werden in de generaties na zijn dood overgenomen door de Patriotten. In 1784-5 werden zijn Staatkundige geschriften uitgegeven. Dezen hebben aan het einde van de achttiende eeuw veel invloed gehad. Later in de negentiende eeuw is Thorbecke in belangrijke mate door Van Slingelandt beïnvloed. In zijn rede over Van Slingelandt trekt hij in 1841 de volgende conclusie:

Ik zal niet beweren, hoorders, dat, zoo wij naar Slingelandt’s stem hadden geluisterd, wij verschoond konden gebleven zijn van dien hevigen schok, waarmede Frankrijk, opstaande, Europa heeft beroerd. Doch die beweging was niet plotseling noch onvoorzien, en de verwoesting, die zij aanrigtte, moest in die mate geringer zijn, als bij het volk, waarmede zij in aanraking kwam, méér vaststond dat levenskracht had en aan de eischen van den tijd beantwoordde.

## Verwijzingen
1. ↑  Heren van Holland
2. ↑  (nl)  in het Nederlands vertaalde rede van Thorbecke over Simon van Slingelandt

## Boeken
- Arend A. van Essen, Staatsbelang boven regentengezang. De politieke traktaten van Simon van Slingelandt (1664-1736) en het functioneren van de Republiek, Rijksuniversiteit Groningen (2021), https://doi.org/10.33612/diss.178636338
- Piotr Napierała, Simon van Slingelandt (1664–1736) – last chance of the Dutch Republic, Libron-Filip Lohner, Kraków 2013. ISBN 978-83-62196-89-0
- Adriaan Goslinga, Slingelandt's efforts towards European peace, Martinus Nijhoff The Hague 1915.

## Artikelen
- Arend A. van Essen, "De 'taaffel' in de slaapkamer. De nalatenschap van Simon van Slingelandt (1664-1736) in handen van de biograaf" in: Nieuwe Tijdingen (Judith Brouwer & Michael Limberger red.), University Press Leuven 2018, 87-108.

## Varia
In Naaldwijk is in 1956 een straat genoemd naar Simon van Slingelandt, echter door een typefout in het raadsbesluit van 27 september 1956 heeft de straat per ongeluk de naam "Simon van Slingerlandtstraat" gekregen, dus met een r. Anno 2025 is besloten is dit niet te corrigeren.

## Externe bronnen
- (nl)  Voor de rede van Thorbecke over Simon van Slingelandt, zie de Thorbecke site.
- (nl)  Briefwisseling tussen Sicco van Goslinga en Van Slingelandt, Huygens ING
- Familie-Archief van Slingelandt-de Vrij Temminck
- Simon van Slingelandt op www.bestuurskunde.nl